# Sasayama
Sasayama (Japans: 篠山市, Sasayama-shi) is een stad in de prefectuur Hyogo, Japan. Begin 2014 telde de stad 42.105 inwoners. Sasayama maakt deel uit van de metropool Groot-Osaka.

## Geschiedenis
Op 1 april 1999 werd Sasayama benoemd tot stad (shi). Dit gebeurde na het samenvoegen van Sasayama met de gemeenten Nishiki (西紀町), Tannan (丹南町) en Konda (今田町).

## Partnersteden
- Walla Walla, Verenigde Staten sinds 1972
- Epidauros, Griekenland sinds 1988

Steden:
Aioi · Akashi · Ako · Amagasaki · Asago · Ashiya · Awaji · Himeji · Itami · Kakogawa · Kasai · Kato · Kawanishi · Kobe (hoofdstad) · Miki · Minamiawaji · Nishinomiya · Nishiwaki · Ono · Sanda · Sasayama · Shiso · Sumoto · Takarazuka · Takasago · Tamba · Tatsuno · Toyooka · Yabu

Districten:
Ako · Ibo · Kako · Kanzaki · Kawabe · Mikata · Sayo · Taka
Gemeenten per district